# Secretariatul General al Guvernului
Secretariatul General al Guvernului (SGG) este o structură în aparatul de lucru al Guvernului României, cu personalitate juridică, care are rolul de a asigura derularea operațiunilor tehnice aferente actelor de guvernare, rezolvarea problemelor organizatorice, juridice, economice și tehnice ale activității Guvernului, precum și reprezentarea Guvernului în fața instanțelor judecătorești, constituind totodată elementul de legătură și stabilitate a guvernării, asigurând cadrul necesar sistemului de luare a deciziei.
Secretariatul General al Guvernului funcționează în subordinea Primului-ministru și este condus de secretarul general al Guvernului, care are rang de ministru.
Secretariatul General al Guvernului reprezintă instituția în relațiile cu ministerele și cu celelalte organe de specialitate ale administrației publice centrale, cu autoritățile administrației publice locale, cu alte instituții și autorități publice, precum și cu persoanele fizice si juridice.
SGG este ordonatorul principal de credite pentru aparatul de lucru al Guvernului.
În cadrul SGG își desfășoară activitatea unul sau mai mulți secretari de stat.

## Organizare
SGG este condus de un secretar general al Guvernului, ales de către Prim-ministru prin decizie. Secretarul general are rang de ministru. Secretarul poate fi ajutat de unul sau de mai mulți secretari generali adjuncți, cu rang de secretari de stat, sau de mai mulți secretari de stat, numiți, de asemenea, prin decizie a Prim-ministrului. Secretarul general este ordonatorul principal de credite pentru aparatul de lucru al Guvernului, precum și pentru instituțiila care se finanțează prin bugetul SGG. Cu alte cuvinte, bugetul Guvernului este administrat de SGG, acesta fiind și cel care repartizează bugetul primit instituțiilor sale subordonate.
Organizarea și atribuțiile instituției se fac prin hotărâre de Guvern.
Structurile, organele de specialitate ale administrației publice centrale și instituțiile publice coordonate de secretarul general al Guvernului:
- Departamentul pentru Relații Interetnice, structura fără personalitate juridică în cadrul aparatului de lucru al Guvernului
- Institutul Național de Statistică (INS)
- Agenția Națională pentru Romi (ANR)
- Oficiul Român pentru Adopții (ORA)
- Oficiul Registrului Național al Informațiilor Secrete de Stat (ORNISS)
- Autoritatea Națională pentru Reglementarea și Monitorizarea Achizițiilor Publice (ANRMAP)

Structurile, organele de specialitate ale administrației publice centrale si instituțiile publice finanțate prin bugetul Secretariatului General al Guvernului:
- Aparatul propriu de lucru al primului-ministru, structura fără personalitate juridică în cadrul aparatului de lucru al Guvernului
- Aparatul propriu de lucru al viceprim-ministrului, structura fără personalitate juridică în cadrul aparatului de lucru al Guvernului
- Departamentul pentru Relația cu Parlamentul, structură cu personalitate juridică în cadrul aparatului de lucru al Guvernului
- Departamentul pentru Afaceri Europene, structură cu personalitate juridică în cadrul aparatului de lucru al Guvernului
- Corpul de Control al Primului-ministru, structură fără personalitate juridică în cadrul aparatului de lucru al Guvernului
- Departamentul pentru Lupta Antifraudă - DLAF, structură fără personalitate juridică în cadrul aparatului de lucru al Guvernului
- Departamentul pentru Relații Interetnice, structură fără personalitate juridică în cadrul aparatului de lucru al Guvernului
- Institutul Național de Statistică (INS)
- Agenția Națională pentru Romi (ANR)
- Oficiul Român pentru Adopții (ORA)
- Agenția Națională pentru Achiziții Publice (ANAP)
- Institutul de Investigare a Crimelor Comunismului și Memoria Exilului Românesc (IICCMER)
- Institutul pentru Studierea Problemelor Minorităților Naționale (ISPMN)
- Agenția Națională Anti-Doping (ANAD)
- Comisia Națională de Acreditare a Spitalelor (CoNAS)
- Autoritatea pentru Valorificarea Activelor Statului (AVAS)
- Agenția Națională pentru Resurse Minerale (ANRM)
- Autoritatea Națională de Reglementare în domeniul Energiei (ANRE)
- Comisia Națională pentru Controlul Activităților Nucleare (CNCAN)
- Centrul pentru Artele Spectacolului "Sala Palatului", instituție publică cu personalitate juridică, în subordinea Secretariatului General al Guvernului.